# Santa Maria in Campo Carleo

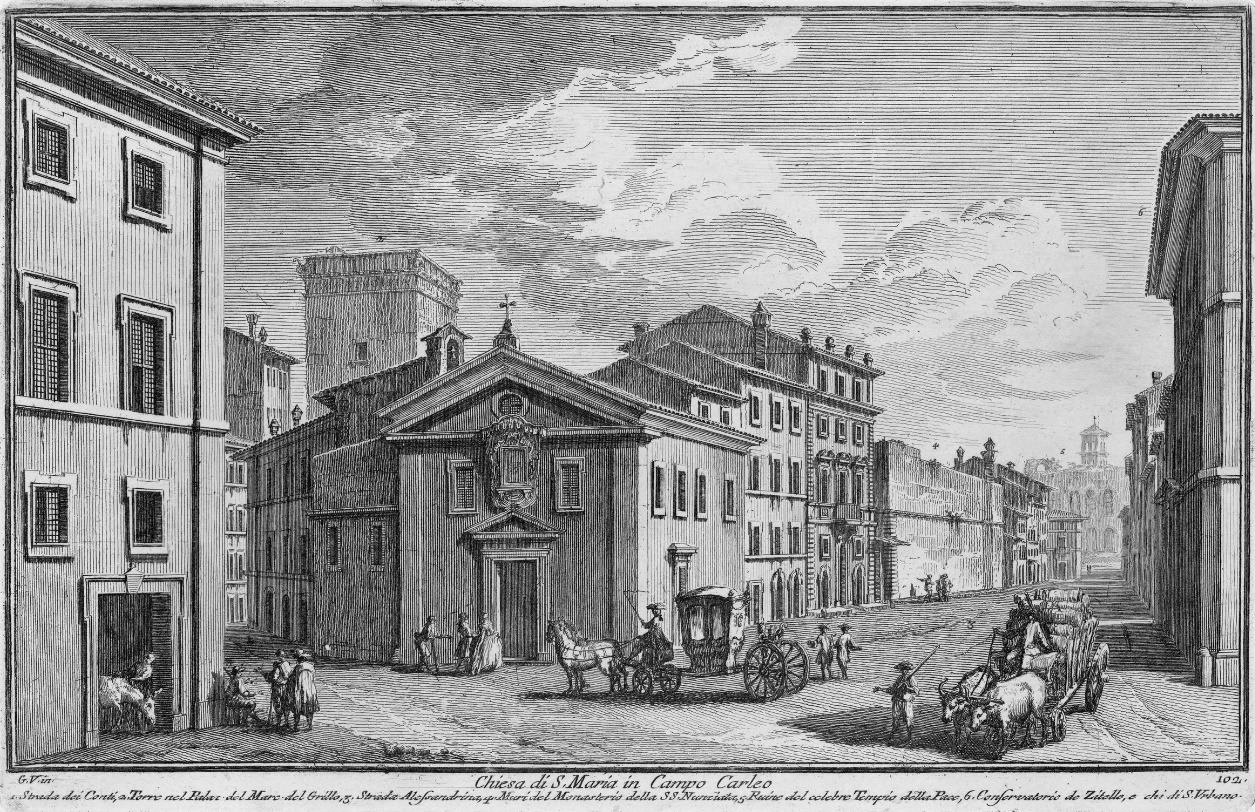
Gravura de Giuseppe Vasi (1756) com Santa Maria in Campo Carleo em destaque. À esquerda, a Strada dei Conti com a torre do Palazzo del Grillo no fundo, e à direita, a Via Alessandrina (que era muito mais estreita do retratou o artista), onde está visível, na direita da imagem, a fachada de Sant'Urbano a Campo Carleo.

Santa Maria in Campo Carleo era uma igreja de Roma que ficava localizada do lado sul da esquina da Via Alessandrina com a Strada dei Conti, uma via que levava até a Piazza del Grillo, no rione Monti. Era dedicada a Nossa Senhora da Conceição. Assim como todos os edifícios que ficavam na Via Alessandrina, foi demolida em 1864, durante os primeiros estágios do processo de liberação da área dos Fóruns Imperiais.

## História

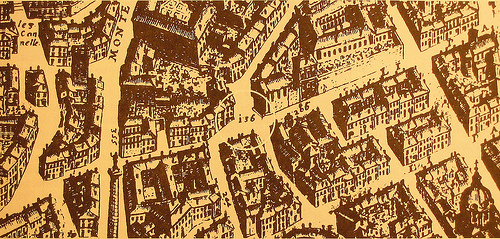
Largo di Campo Carleo em 1676. Note que o Mercado de Trajano, que estaria acima e à direita, está completamente encoberto por edifícios medievais. Santa Maria está bem no centro (136) e Sant'Urbano a Campo Carleo logo ao lado, na Via Alessandrina (266).

Santa Maria era uma paróquia bastante antiga, mas a primeira menção inequívoca a ela é no Catálogo de Turim (c. 1320), com o nome de Santa Maria appresso Sant'Urbano, uma referência à igreja de Sant'Urbano a Campo Carleo, que ficava nas imediações e foi demolida em 1934. É possível que ela seja também uma igreja mencionada como Santa Maria di Keloleo por volta do ano 1000, época na qual acredita-se que ela tenha sido fundada. Alguns defendem ainda que ela seria a mesma igreja a chamada de Santa Maria in Campicaruleonis no Catalogo di Cencio Camerario, compilado por Cencio Savelli em 1192. Sobre o nome da região, uma hipótese é que Kaloleo tenha sido um oficial bizantino cujo nome acabou passando para a área como Campo Carleo, um nome registrado pela primeira vez em 1461. Outra hipótese é que o nome seja uma referência ao palácio de um senador optimate romano do século IX chamado Carlo Leone. 
No final do século XV, a igreja também era chamada de Santa Maria a Spoglia Cristo porque, sobre a entrada, ficava um relevo de Cristo sendo despido antes da Crucificação. Conta a história que o papa Sisto V (r. 1585-1590) tenha ficado ofendido e ordenou que a antiga imagem fosse substituída por um afresco de Nossa Senhora de Marco Arconio, esta também trocada mais tarde por uma imagem da Virgem e o Menino com São Pedro e São Paulo de Aureliano Milani. Uma outra dedicação alternativa, registrada em 1492, era a Jesus Cristo sob o título de "Salvador" (em italiano:  San Salvatore). No século XVI, o edifício passou por uma grande reforma. 
Em 1796, a beata Elisabetta Canori Mora se casou nesta igreja. Aparentemente há alguma confusão sobre a data de sua demolição. Hülsen, Lombardi e Armilini citam 1864, mas 1862 e 1884 também são citados. É certo que papa Pio IX determinou a liberação da região do Fórum de Trajano antes de sua deposição em 1870.

## Descrição

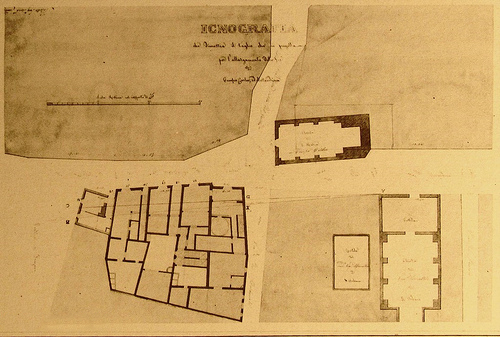
Plano das igrejas de Santa Maria (acima) e Sant'Urbano a Campo Carleo (direita), com a Via Alessandrina no centro. A primeira foi demolida em 1864 e a segunda, em 1934.

A planta da igreja era retangular, mas a fachada ficava inclinada em relação ao eixo maior, de forma que a parede esquerda era mais curta que a direita. A igreja estava de frente para a Via Alessandra, mas sua fachada não seguia a linha de fachadas dos demais edifícios do lado leste da rua, ficando de quina para a Strada dei Conti. Esta posição estranha é uma forte evidência de sua origem muito antiga. O edifício era pequeno com uma fachada com um frontão triangular contendo um óculo. O portal era encimado por um tímpano triangular sobre qual (e se estendendo até o frontão até o óculo) ficava o afresco da Virgem com o Menino com uma complexa moldura de estuque, flanqueado por duas janelas retangulares. Não havia um campanário, mas um pequeno gablete acima da parede lateral do lado esquerdo com um sino.
No interior, havia uma nave simples sem corredores e com quatro pilastras sustentando o teto, um arco triunfal e uma abside quadrada com uma pintura da Virgem. Havia ainda duas capelas laterais, uma na direita, dedicada a Cristo Salvador, e outra na esquerda, dedicada a São Brás, São Roque e São Sebastião. A primeira pode ser uma lembrança da demolida igreja de San Salvatore alle Milizie, que ficava do lado leste da vizinha Salita del Grillo até o final do século XVI.
Giuseppe Vasi retratou esta igreja em 1756, mas tomou grandes liberdades em relação à largura da Via Alessandrina, que era muito mais estreita.